# Amy Clampitt
Amy Clampitt (* 15. Juni 1920 in New Providence, Iowa; † 10. September 1994 in Lenox, Massachusetts) war eine US-amerikanische Dichterin und Schriftstellerin der Moderne.

## Werke
| - 1973 Multitudes, Multitudes - 1981 The Isthmus - 1983 The Summer Solstice - 1983 The Kingfisher - 1985 What the Light Was Like - 1987 Archaic Figure - 1990 Westward - 1990 Manhattan: An Elegy, and Other Poems - 1994 A Silence Opens - 1997 The Collected Poems of Amy Clampitt (posthum) | - 1984 A Homage to John Keats - 1988 The Essential Donne - 1991 Predecessors, Et Cetera: Essays |

### Übersetzungen
- Eisvogel. Ausgewählte Gedichte. Aus dem Amerikan. übers. und mit einem Nachw. von Joachim Kalka. Klett-Cotta, Stuttgart 2005, ISBN 978-3-608-93721-3